# 27775 Lilialmanzor
27775 Lilialmanzor è un asteroide della fascia principale. Scoperto nel 1992, presenta un'orbita caratterizzata da un semiasse maggiore pari a 2,3473603 UA e da un'eccentricità di 0,0604618, inclinata di 6,51024° rispetto all'eclittica.